# Nelly Rodrigues
Nelly da Cruz Rodrigues, meglio nota semplicemente come Nelly Rodrigues (Soisy-sous-Montmorency, 27 maggio 2003), è una calciatrice portoghese con cittadinanza francese, difensore del Nantes e della nazionale portoghese.

## Carriera

### Club
Appassionata di calcio, inizia la propria carriera tra le giovanili del Paris Saint-Germain, facendo il suo debutto da professionista nel corso della stagione 2021-2022, il 1º giugno 2022, alla 22ª giornata contro lo Stade Reims.
Il mese successivo viene acquistata dall'Olympique Marsiglia, con cui debutta in seconda divisione l'11 settembre 2022, alla prima giornata di campionato contro il Clermont.
Dopo appena una stagione lascia les olympiennes per accasarsi al Nantes.
Nella sua prima stagione si rivela una delle titolari inamovibili della squadra capace di ottenere la prima storica promozione in Première Ligue, ottenendo un totale di 22 presenze tra campionato e coppa e segnando, il 18 febbraio 2024, il suo primo gol da professionista contro il Nizza.
La stagione successiva è una delle tredici calciatrici confermate in rosa per la prima stagione in massima serie, nella quale debutta alla prima giornata, il 12 settembre 2024, in occasione della storia vittoria per 0-1 contro il Le Havre.

### Nazionale
Nata in Francia, decide di rappresentare il Portogallo, giocando per le sue selezioni giovanili.
Nel 2022 viene inserita nella lista delle pre-convocate della nazionale portoghese per partecipare ad Euro 2022, senza però essere inserita in quella finale.
Due anni dopo, nel febbraio 2024, viene convocata per la prima volta ufficialmente in nazionale maggiore, facendo il proprio debutto il 21 febbraio in occasione di una gara contro la Rep. Ceca.

## Statistiche

### Presenze e reti nei club
Statistiche aggiornate al 7 maggio 2025.
| Stagione        | Squadra             | Campionato      | Campionato | Campionato | Coppe nazionali | Coppe nazionali | Coppe nazionali | Coppe continentali | Coppe continentali | Coppe continentali | Altre coppe | Altre coppe | Altre coppe | Totale | Totale |
| Stagione        | Squadra             | Comp            | Pres       | Reti       | Comp            | Pres            | Reti            | Comp               | Pres               | Reti               | Comp        | Pres        | Reti        | Pres   | Reti   |
| --------------- | ------------------- | --------------- | ---------- | ---------- | --------------- | --------------- | --------------- | ------------------ | ------------------ | ------------------ | ----------- | ----------- | ----------- | ------ | ------ |
| 2021-2022       | Paris Saint-Germain | D1              | 1          | 0          | CF              | 0               | 0               | UWCL               | -                  | -                  | -           | -           | -           | 1      | 0      |
| 2022-2023       | Olympique Marsiglia | D2              | 18         | 0          | CF              | 3               | 0               | -                  | -                  | -                  | -           | -           | -           | 21     | 0      |
| 2023-2024       | Nantes              | D2              | 21         | 2          | CF              | 2               | 0               | -                  | -                  | -                  | -           | -           | -           | 24     | 2      |
| 2024-2025       | Nantes              | PL              | 16         | 0          | CF              | 2               | 0               | -                  | -                  | -                  | -           | -           | -           | 18     | 0      |
| 2025-2026       | Nantes              | PL              | 0          | 0          | CF+CdL          | 0+0             | 0+0             | -                  | -                  | -                  | -           | -           | -           | 0      | 0      |
| Totale Nantes   | Totale Nantes       | Totale Nantes   | 37         | 2          |                 | 4               | 0               |                    | -                  | -                  |             | -           | -           | 41     | 2      |
| Totale carriera | Totale carriera     | Totale carriera | 56         | 2          |                 | 7               | 0               |                    | 0                  | 0                  |             | -           | -           | 63     | 2      |

### Cronologia presenze e reti in nazionale
| Cronologia completa delle presenze e delle reti in nazionale ― Portogallo | Cronologia completa delle presenze e delle reti in nazionale ― Portogallo | Cronologia completa delle presenze e delle reti in nazionale ― Portogallo | Cronologia completa delle presenze e delle reti in nazionale ― Portogallo | Cronologia completa delle presenze e delle reti in nazionale ― Portogallo | Cronologia completa delle presenze e delle reti in nazionale ― Portogallo | Cronologia completa delle presenze e delle reti in nazionale ― Portogallo | Cronologia completa delle presenze e delle reti in nazionale ― Portogallo |
| Data                                                                      | Città                                                                     | In casa                                                                   | Risultato                                                                 | Ospiti                                                                    | Competizione                                                              | Reti                                                                      | Note                                                                      |
| ------------------------------------------------------------------------- | ------------------------------------------------------------------------- | ------------------------------------------------------------------------- | ------------------------------------------------------------------------- | ------------------------------------------------------------------------- | ------------------------------------------------------------------------- | ------------------------------------------------------------------------- | ------------------------------------------------------------------------- |
| 21-2-2024                                                                 | Estoril                                                                   | Portogallo                                                                | 3 – 1                                                                     | Rep. Ceca                                                                 | Amichevole                                                                | -                                                                         | 79’                                                                       |
| 28-10-2024                                                                | Caldas de Vizela                                                          | Portogallo                                                                | 4 – 0                                                                     | Azerbaigian                                                               | Qual. Euro 2025                                                           | -                                                                         | 69’                                                                       |
| Totale                                                                    |                                                                           | Presenze                                                                  | 2                                                                         |                                                                           | Reti                                                                      | 0                                                                         |                                                                           |

## Palmarès

### Club
- Coppa di Francia: 1

Paris Saint-Germain: 2021-2022